# Църна река (Мокра гора)
Вижте пояснителната страница за други значения на Църна река.
Църна река е понорна река в югозападна Сърбия, десен приток на Ибър.
Има няколко извора на границата между Косово и Сърбия, между планините Мокра гора и Жлеб, които са част от масива на Проклетия.
Църна река се влива в Ибър при бошняшкото село Рибариче, в горната част на Газивода. Образува известното Жабарско дефиле, на края на което се намира манастира „Свети Архангел Михаил“, чийто патрон е българският средновековен светец Петър Коришки.
|  | Тази страница частично или изцяло представлява превод на страницата „Црна ријека (Тутин)“ в Уикипедия на сръбски. Оригиналният текст, както и този превод, са защитени от Лиценза „Криейтив Комънс – Признание – Споделяне на споделеното“, а за съдържание, създадено преди юни 2009 година – от Лиценза за свободна документация на ГНУ. Прегледайте историята на редакциите на оригиналната страница, както и на преводната страница, за да видите списъка на съавторите. ВАЖНО: Този шаблон се отнася единствено до авторските права върху съдържанието на статията. Добавянето му не отменя изискването да се посочват конкретни източници на твърденията, които да бъдат благонадеждни. |